# Gran Premi de San Marino de 2005
Resultats del Gran Premi de San Marino de la temporada 2005, disputat al circuit d'Imola, el 24 d'abril del 2005.

## Classificació

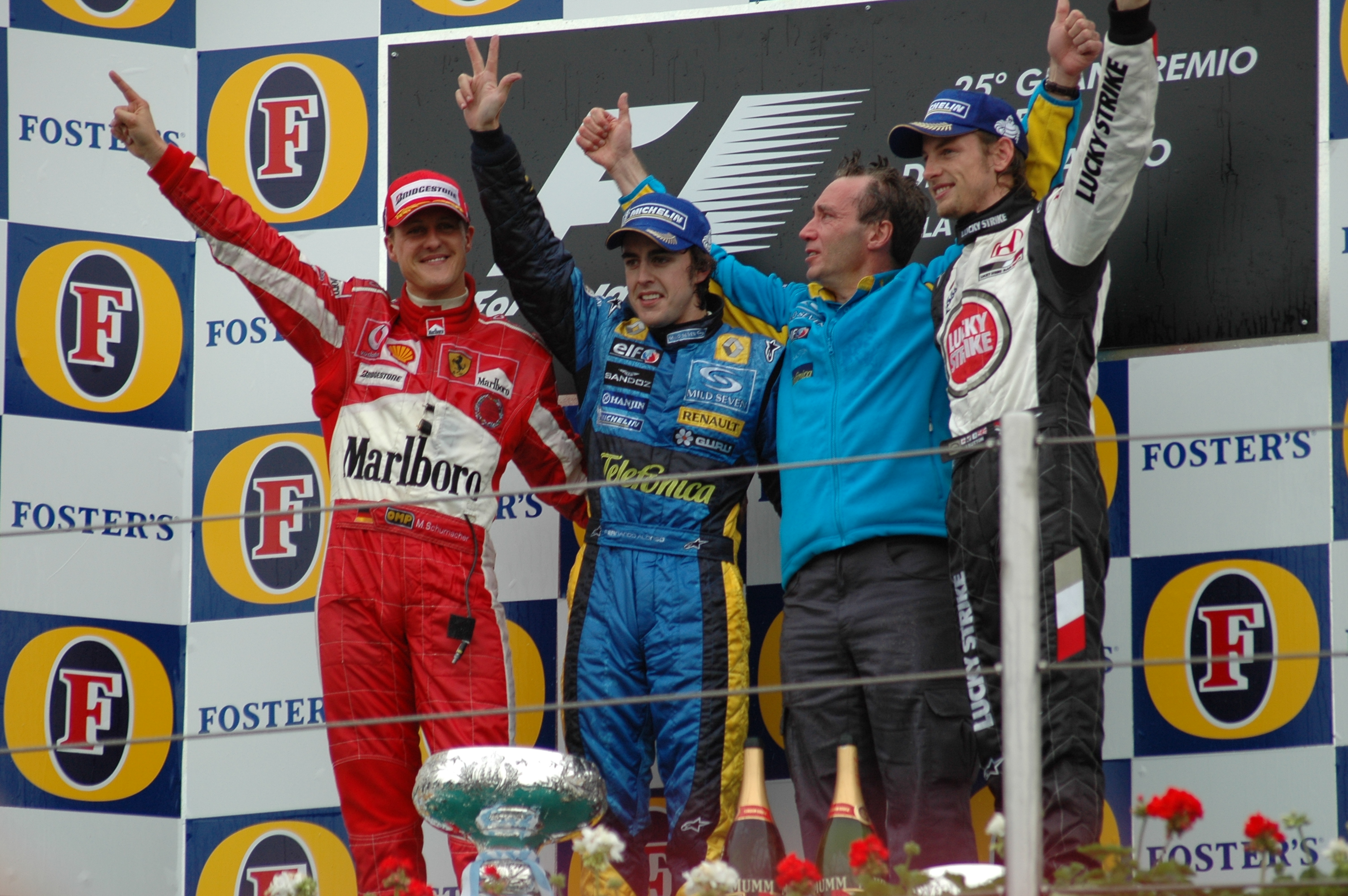
Alonso, Schumacher i Button al pòdium, abans que Button fos desqualificat

### Graella de sortida
Temps de qualificació de dissabte i diumenge al matí.
| Pos. sortida | No | Pilot                | Equip              | Q1 ordre | Q1 temps  | Q1 posició | Q1+Q2 temps      |
| ------------ | -- | -------------------- | ------------------ | -------- | --------- | ---------- | ---------------- |
| 1            | 9  | Kimi Räikkönen       | McLaren - Mercedes | 18       | 1' 19.886 | 1          | 2' 42.880        |
| 2            | 5  | Fernando Alonso      | Renault            | 20       | 1' 19.889 | 2          | 2' 43.441        |
| 3            | 3  | Jenson Button        | BAR - Honda        | 8        | 1' 20.464 | 5          | 2' 44.105        |
| 4            | 7  | Mark Webber          | Williams - BMW     | 16       | 1' 20.442 | 4          | 2' 44.511        |
| 5            | 16 | Jarno Trulli         | Toyota             | 19       | 1' 20.492 | 6          | 2' 44.518        |
| 6            | 4  | Takuma Sato          | BAR - Honda        | 7        | 1' 20.851 | 10         | 2' 44.658        |
| 7            | 10 | Alexander Wurz       | McLaren - Mercedes | 2        | 1' 20.632 | 8          | 2' 44.689        |
| † 8          | 12 | Felipe Massa         | Sauber - Petronas  | 15       | 1' 20.593 | 7          | 2' 44.930        |
| 9            | 8  | Nick Heidfeld        | Williams - BMW     | 6        | 1' 20.807 | 9          | 2' 45.196        |
| 10           | 2  | Rubens Barrichello   | Ferrari            | 13       | 1' 20.892 | 11         | 2' 45.240        |
| 11           | 17 | Ralf Schumacher      | Toyota             | 17       | 1' 20.994 | 12         | 2' 45.416        |
| 12           | 11 | Jacques Villeneuve   | Sauber - Petronas  | 11       | 1' 20.999 | 13         | 2' 46.259        |
| 13           | 6  | Giancarlo Fisichella | Renault            | 4        | 1' 21.708 | 15         | 2' 46.710        |
| 14           | 1  | Michael Schumacher   | Ferrari            | 5        | 1' 20.260 | 3          | 2' 47.244        |
| 15           | 14 | David Coulthard      | RBR - Cosworth     | 14       | 1' 21.632 | 14         | 2' 48.070        |
| 16           | 15 | Vitantonio Liuzzi    | RBR - Cosworth     | 1        | 1' 21.804 | 16         | 2' 48.155        |
| 17           | 19 | Narain Karthikeyan   | Jordan - Toyota    | 3        | 1' 23.123 | 17         | 2' 52.099        |
| 18           | 18 | Tiago Monteiro       | Jordan - Toyota    | 12       | 1' 25.100 | 18         | 2' 54.252        |
| 19           | 20 | Patrick Friesacher   | Minardi - Cosworth | 10       | 1' 26.484 | 20         | 2' 57.048        |
| 20           | 21 | Christijan Albers    | Minardi-Cosworth   | 9        | 1' 25.921 | 19         | Accident a la Q2 |

Felipe Massa va perdre 10 posicions a la graella per haver canviat el motor del seu cotxe.

### Cursa
| Pos | No | Pilot                | Equip              | Voltes | Temps/ Retirada                | Pos. de sortida | Punts |
| --- | -- | -------------------- | ------------------ | ------ | ------------------------------ | --------------- | ----- |
| 1   | 5  | Fernando Alonso      | Renault            | 62     | 1h 27' 41. 921                 | 2               | 10    |
| 2   | 1  | Michael Schumacher   | Ferrari            | 62     | + 0.2 s                        | 13              | 8     |
| 3   | 10 | Alexander Wurz       | McLaren - Mercedes | 62     | + 27.5 s                       | 7               | 6     |
| 4   | 11 | Jacques Villeneuve   | Sauber - Petronas  | 62     | + 1' 04.4 min.                 | 11              | 5     |
| 5   | 16 | Jarno Trulli         | Toyota             | 62     | + 1' 10.2 min.                 | 5               | 4     |
| 6   | 8  | Nick Heidfeld        | Williams - BMW     | 62     | + 1' 11.2 min.                 | 8               | 3     |
| 7   | 7  | Mark Webber          | Williams - BMW     | 62     | + 1' 23.2 min.                 | 4               | 2     |
| 8   | 15 | Vitantonio Liuzzi    | RBR - Cosworth     | 62     | + 1' 23.7 min.                 | 15              | 1     |
| † 9 | 17 | Ralf Schumacher      | Toyota             | 62     | + 1' 35.8 min. (25s pen)       | 10              |       |
| 10  | 12 | Felipe Massa         | Sauber - Petronas  | 61     | + 1 Volta                      | 18              |       |
| 11  | 14 | David Coulthard      | RBR - Cosworth     | 61     | + 1 Volta                      | 14              |       |
| 12  | 19 | Narain Karthikeyan   | Jordan - Toyota    | 61     | + 1 Volta                      | 16              |       |
| 13  | 18 | Tiago Monteiro       | Jordan - Toyota    | 60     | + 2 Voltes                     | 17              |       |
| Ret | 21 | Christijan Albers    | Minardi - Cosworth | 20     | Hidràulics                     | 20              |       |
| Ret | 2  | Rubens Barrichello   | Ferrari            | 18     | Part elèctrica                 | 9               |       |
| Ret | 9  | Kimi Räikkönen       | McLaren - Mercedes | 9      | Palier                         | 1               |       |
| Ret | 20 | Patrick Friesacher   | Minardi - Cosworth | 8      | Embragatge                     | 19              |       |
| Ret | 6  | Giancarlo Fisichella | Renault            | 5      | Accident                       | 12              |       |
| DSQ | 3  | Jenson Button        | BAR - Honda        | 62     | Irregularitats dipòsit combus. | 3               |       |
| DSQ | 4  | Takuma Sato          | BAR - Honda        | 62     | Irregularitats dipòsit combus. | 6               |       |

## Altres
- Pole: Kimi Räikkönen 2' 42. 880 (suma de dues voltes)

- Volta ràpida : Michael Schumacher 1' 21.858 (a la volta 48)

- Ralf Schumacher va ser penalitzat amb 25 segons per maniobres il·legals a la seva segona aturada a boxs.

- Els BAR de Jenson Button i Takuma Sato van ser desqualificats després de la cursa per haver-hi trobat irregularitats al dipòsit del combustible (hi havia un segon dipòsit il·legal) i a més van ser sancionats amb no poder córrer els dos Grans Premis següents.